# Cyathea novae-caledoniae
Cyathea novae-caledoniae är en ormbunkeart som först beskrevs av Georg Heinrich Mettenius och Fourn., och fick sitt nu gällande namn av Edwin Bingham Copeland. Cyathea novae-caledoniae ingår i släktet Cyathea och familjen Cyatheaceae. Inga underarter finns listade.